# Langs de nieuwe zijderoute
Langs de nieuwe zijderoute is een zesdelige documentaireserie voor de Nederlandse televisie over vijf landen in Centraal-Azië. De serie werd gepresenteerd door Jelle Brandt Corstius en Ruben Terlou en voorjaar 2023 uitgezonden door de VPRO op NPO 2. Ook presenteerden Brandt Corstius en Terlou een theatercollege met dezelfde titel in diverse theaters in Nederland.

## Inhoud
Veel landen in Centraal-Azië behoorden lang tot de Sovjet-Unie en de Russische invloedssfeer. Nu zijn ze onafhankelijk, maar met de opkomende macht van de Volksrepubliek China zitten de landen nu tussen twee grootmachten ingeklemd. Ook Pakistan is sterk afhankelijk van China. Jelle Brandt Corstius (kenner van Rusland) en Ruben Terlou (kenner van China) reizen door vijf landen in deze regio en tekenen verhalen op.

## Afleveringen
| Afl. | Titel                         | Landen                            | Onderwerp | Uitzenddatum  |
| ---- | ----------------------------- | --------------------------------- | --- | ------------- |
| 1    | De sheriff en de bankier      | Oezbekistan, Tadzjikistan         | In Samarkand is een top van de Shanghai-samenwerkingsorganisatie (SCO) en verder wordt een voormalige uraniummijn bezocht                                          | 5 maart 2023  |
| 2    | Schoondochters en soldaten    | Oezbekistan, Tadzjikistan         | In Oezbekistan komen vrouwen na hun huwelijk onder de plak bij hun schoonmoeder en in Tadzjikistan heerst het leger met ontvoeringen en ontgroeningen              | 12 maart 2023 |
| 3    | Herwonnen vrijheid            | Kazachstan, Kirgistan             | In Kirgistan kiezen mensen terug voor hun eigen taal en het oude nomadenbestaan en in Kazachstan spreekt Terlou met uit Chinese opvoedingskampen gevluchte moslims | 19 maart 2023 |
| 4    | Vrije mensen-land             | Kazachstan                        | Het land beschikt over veel olie, waar grootmachten op azen; ook zijn er Russen die in Kazachstan voor de mobilisatie vluchten                                     | 26 maart 2023 |
| 5    | Tikkende tijdbom              | Kirgistan, Pakistan, Tadzjikistan | In Pakistan smelten de gletsjers en vinden overstromingen plaats; Kirgiezen en Tadzjieken ruziën over de toegang tot schaarse waterbronnen                         | 2 april 2023  |
| 6    | In verzet voor de vooruitgang | Oezbekistan, Pakistan             | In Oezbekistan is veel corruptie en in Pakistan strijden de Balochi's voor autonomie                                                                               | 9 april 2023  |